# Терёхино (Топкинский район)
Терехино — деревня в Топкинском районе Кемеровской области. Входит в состав Соломинского сельского поселения.

## География
Центральная часть населённого пункта расположена на высоте 181 метров над уровнем моря.

## Население
По данным Всероссийской переписи населения 2010 года, в деревне Терехино проживает 236 человек (122 мужчины, 114 женщины).

## Известные жители
Григорьев, Фома Никифорович — капитан Советской Армии, Герой Советского Союза (1945).